# Karl Costa

Karl Costa, 1900

Karl Costa, eigentlich Karl Kostia (* 2. Februar 1832 in Wien; † 11. Oktober 1907 ebenda) war ein österreichischer Beamter, Volksdichter und Librettist.

## Leben
Nach absolviertem Josefstädter Gymnasium sowie Semestern als Hörer der Philosophie war Costa 20 Jahre lang Beamter der Lottogefällsdirektion in Prag und von 1879 bis 1891 Redakteur der satirisch-politischen Zeitschrift Komische Briefe des Hans-Jörgels von Gumpoldskirchen. Zwischen 1882 und 1885 leitete er das Theater in der Josefstadt. Er schrieb Libretti unter anderem für Franz von Suppè, Johann Brandl (1835–1913), Anton M. Storch und Ivan Zajc, sowie zahlreiche Volksstücke, Possen und Parodien.
Costa hatte bereits sein 60. Lebensjahr erreicht, als er mit Bruder Martin, einem Volksstück mit Gesang, seinen größten Erfolg hatte. Das Stück wurde am Raimundtheater über 200-mal gespielt. Vor und nach diesem Erfolg wurde er von Leid, schweren Krankheiten sowie materieller Not heimgesucht, und erst eine von der Stadt Wien zuerkannte jährliche Ehrengabe ermöglichte ihm sorglose letzte Lebensjahre. Er schrieb in dieser Zeit noch Glücksnarren sowie das Lebensbild Franz Schubert, bei dessen Erstaufführung im Raimundtheater der Autor letztmals durch Ovationen geehrt wurde.
Costa, der letzte Wiener Volksdichter, verbrachte seine letzten Lebensjahre physisch geschwächt in seinem Arbeitsstuhl, den er auch zum Schlafen nicht verließ, da ihm Asthma ein Bett zu benutzen verunmöglichte. Vierzehn Tage vor seinem Tod trat der Schriftsteller auf Burg Hartenstein eine Kaltwasserkur an, deren Unverträglichkeit die Rückreise in seine Wohnung (Roter Hof 6, Wien-Josefstadt) notwendig machte.
Karl Costa ist ein Ehrengrab auf dem Wiener Zentralfriedhof gewidmet (Gruppe 0, Reihe 1, Nr. 68). Im Jahr 1912 wurde in Wien Rudolfsheim-Fünfhaus (15. Wiener Gemeindebezirk) die Costagasse nach ihm benannt.
Sein Sohn Martin Costa (1895–1974) betätigte sich ebenfalls schriftstellerisch; ein zweiter Sohn, Felix Kostia-Costa (1887–1942), war Verlagsleiter des Paul-Zsolnay-Verlages; die Tochter Klara war beim Ableben des Vaters 15 Jahre alt. Die Nachkommen entsprangen der zweiten Ehe mit der aus Frankfurt stammenden, 30 Jahre jüngeren Schauspielerin Rosa Goldstern (1862–1916), die Costa in seiner Zeit als Josefstädter Theaterdirektor kennengelernt hatte.

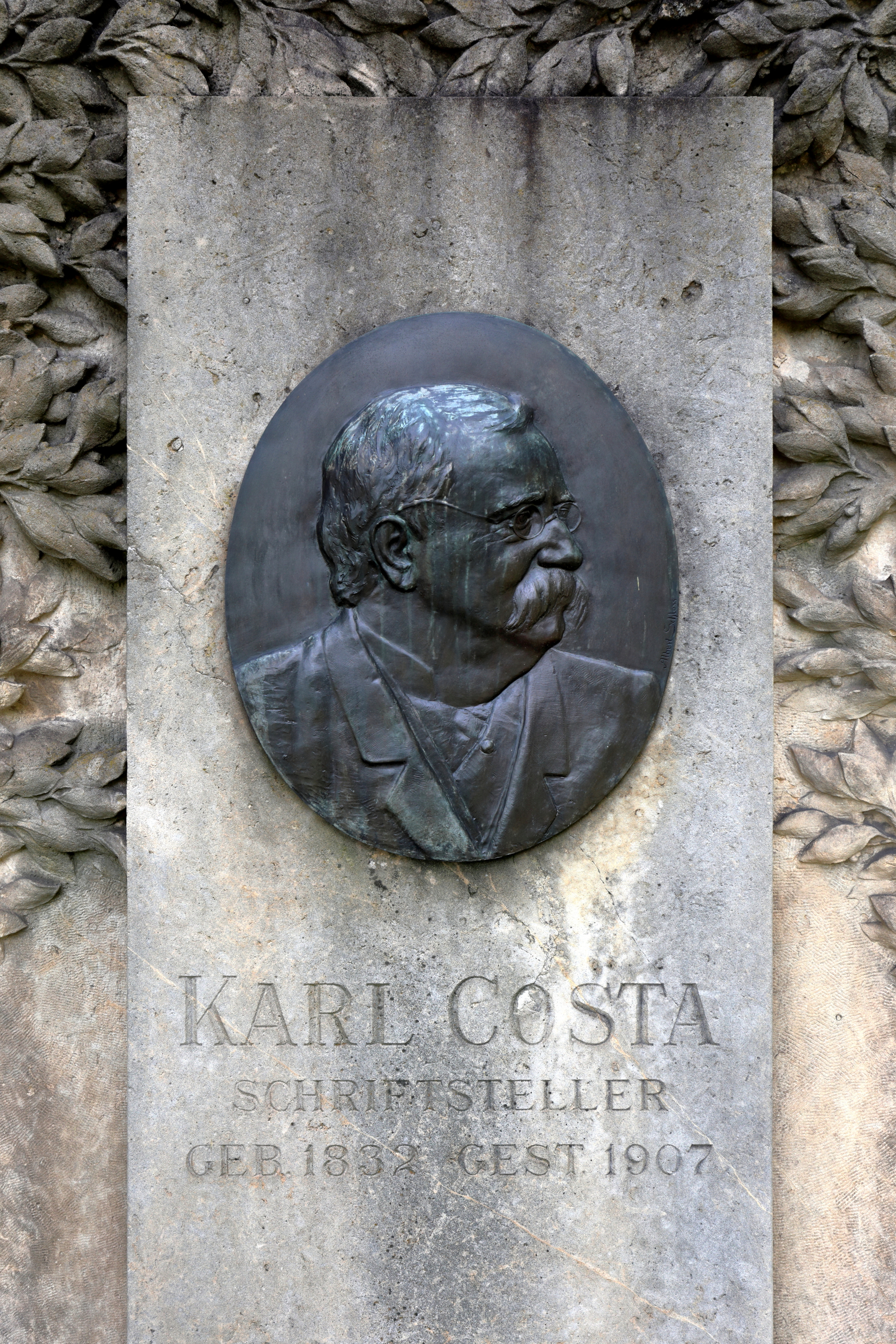
Grabstein Karl Costa

## Werke (Auswahl)
- Eine Rittergeschichte, 1864
- Maler und Anstreicher, 1864
- —, Anton Langer (Text), Franz von Suppè (Musik): Leichte Cavallerie. Komische Operette in zwei Akten, 1866
- —, Franz von Suppè (Musik): Freigeister. Operette in zwei Akten, 1866
- Wiener Zugstücke, Parodie, 1868
- —, Franz von Suppè (Musik): Die Frau Meisterin. Komische Zauber-Operette in drei Abtheilungen, 1868
- —, Anton Storch (Musik): Ihr Seliger. Originalposse mit Gesang und Tanz in drei Akten mit sechs Bildern, 1868
- — (Bearb.), Fritz Mai (Text), Anton Maria Storch (Musik): Frou-Frou. Mit der Büchse, 1870
- —, Johann Nestroy (Text), Franz von Suppè (Musik): Lohengelb, oder Die Jungfrau von Dragant (Tragant). Komische Operette in zwei Akten, 1870
- —, Anton M(ichael) Storch (Musik), Anton Storch (Musik): Aufwärts von Stufe zu Stufe, Posse, 1870; Seitenstück zu Hugo Müller (1830–1881): Von Stufe zu Stufe. (Erstaufführung des Seitenstücks am 7. Mai 1870 im Vaudeville-Theater, der Vorgängerbühne des Strampfer-Theaters.)[4]
- —, Franz Roth (Musik): Wir Demokraten! Sociales Original-Volksstück mit Gesang in drei Abtheilungen und sieben Bildern, 1870, Volltext online.
- Eine Frau nach der Mode. Volksstück mit Gesang in 6 Bildern, 1870
- Der Prinz von der Nadel. In fünf Bildern mit Gesang, Kindermärchen, 1871
- Ein alter Junggeselle. Original-Posse mit Gesang in fünf Akten, 1875
- —, Carl Kleiber (Musik): Ein Kreuzer. Original-Posse mit Gesang und Tanz in drei Acten und sechs Bildern, 1875
- —, Carl Millöcker (Musik): Ein Blitzmädel. Posse mit Gesang in vier Acten, 1877
- —, Carl Millöcker (Musik): Ihr Korporal, 1877
- —, Paul Mestrozi (Musik): Die Türken vor Wien. Vaterländisches Volksstück mit Gesang in vier Bildern nebst Prolog und Epilog. (1882; uraufgeführt am 1. August 1883 im Theater in der Josefstadt)[5]
- —, Richard Thiele (Musik): Die Goldtante. Posse mit Gesang in vier Akten. Busing, Wien 1888
- —, Max von Weinzierl (Musik): Bruder Martin. Volksstück mit Gesang in vier Acten. Selbstverlag des Verfassers, Wien 1895
- —, Max von Weinzierl: Glücksnarren. Wiener Volksstück mit Gesang in fünf Acten. Selbstverlag des Verfassers, Wien 1897
- —, Max von Weinzierl: Fechtbrüder. Posse mit Gesang in vier Acten, 1898
- Das Hufeisen. Volksstück mit Gesang in vier Acten, 1900
- —, Franz Schubert (Musik), Carl Antropp (Musik-Zusammenstellung): Franz Schubert. Volksstück mit Gesang in sechs Bildern. Selbstverlag des Verfassers, Wien 1904
- Wilhelm Sterk (Text), — (in Teilen), Leon Jessel (Musik): Die goldene Mühle. Singspiel in drei Akten und vier Bildern. (1936 uraufgeführt).
- —, Karl Kapeller (Musik): Die Fechtbrüder, Posse, s. a.
- Ihr Graf. Lustspiel in vier Akten. (Nachlass).
- Die Turf-Lori. Schwank in vier Akten. (Nachlass).

## Verfilmungen
- 1954: Und der Himmel lacht dazu nach dem Volksstück Bruder Martin (1895).
- 1956: Husarenmanöver nach dem Lustspiel Ihr Korporal (1877).